# Église de Koivisto
L’église Sainte-Marie-Madeleine de Koivisto (Koiviston kirkko) est une ancienne église luthérienne conçue par l’architecte Josef Stenbäck dans le style romantique national. Elle est construite en 1904 dans la ville de Koivisto, dans le grand-duché de Finlande administré par la Russie impériale. La ville est aujourd'hui baptisée Primorsk. C'est actuellement un musée.

## Historique
L’église précédente de Koivisto  était en bois et son état se dégrade tellement à la fin du XVIIIe siècle que l’on préfère construire une nouvelle église que de la réparer.
Josef Stenbäck termine les plans en 1901 et l’église est construite de 1902 à 1904 en granite rose de Virolahti.
Elle est inaugurée le 18 décembre 1904.

## Description
L’église offre 1 800 places assises.
La chaire  est décorée par le sculpteur sur bois de Koivisto, Mikko Hovi, sur le thème du Bon berger.
Derrière l’autel, il y a un vitrail de 40 m2 peint par l’artiste Lennart Segerstråle en 1928.
À cette époque, c’est le plus grand vitrail de Finlande.
Un peu plus tard, l’artiste ‘’Lauri Välke’’ peint les vitraux latéraux en représentant les apôtres Pierre et Paul.
L’orgue à 31 jeux est appelé l’’’Orgue du Tsar’’ car l’argent pour les acheter a été offert en 1905 par l'empereur Nicolas II de Russie en remerciement d’une partie de chasse. L’orgue est commandée à la Fabrique d'orgues de Kangasala et faite de chêne et de cuivre. La partie en cuivre est décorée de motifs forestiers dessinés par Stenbäck.
L’église a aussi un calice offert en 1777 par le roi Gustave III de Suède à la paroisse de Koivisto.

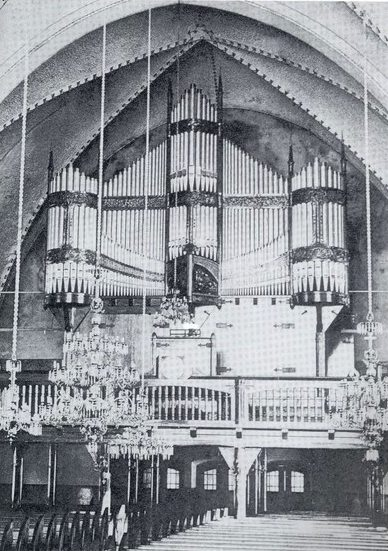
L’orgue à 31 jeux de l’église de Koivisto
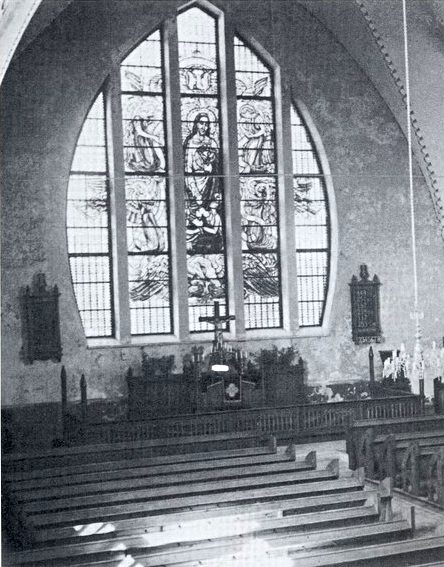
L’autel et le vitrail servant de retable

## La période de la guerre
L’église sort  sans trop de dommages de la Guerre d'Hiver. Vers la fin de la guerre, les Soviétiques utilisent l’église comme cinéma et comme étable pour les chevaux.
Quand la Finlande reprend Koivisto pendant la guerre de continuation au début 1941, on remarque des dégâts importants. Les Soviétiques avaient goudronné les vitraux, numéroté les bancs, démonté l’orgue pour le remplacer par une salle de machines. Ensuite, un tir de canon soviétique détruit l’intérieur de l’église.
Pendant la guerre de continuation, les habitants de Koivisto réparent l’église, mais, en 1944, ils doivent laisser la ville et l’église aux Soviétiques. Le clocher proche de l’église brûle en 1944.

## La destinée des objets de culte
Une partie des objets de l’église est évacuée et répartie dans différentes régions de Finlande en particulier dans les églises de  Hamina, Pornainen, Imatra, Korpiselkä et  Mäntsälä.
Les parties les plus précieuses comme le calice en or sont conservées au Musée national de Finlande.

## État actuel
Après la guerre de continuation, les Russes transforment l’église en Maison de la culture.
Des murs sont construits pour aménager une salle de cinéma et des salles de réunion. Le vitrail principal est muré. Depuis la chute de l’Union soviétique, une paroisse a été réorganisée dépendant de l’Église luthérienne d’Ingrie.
Les cènes et réunions de cette communauté luthérienne sont organisées dans une salle du second étage de l’église.
En 1992, des anciens habitants de Koivisto installent un monument à la mémoire des héros de la guerre de l’artiste Aila Salo et intitulé La Croix et la Voile (Risti ja purje).
En 1994, des anciens habitants de Koivisto organisent le 90e anniversaire de l’église sur la colline de l’église.

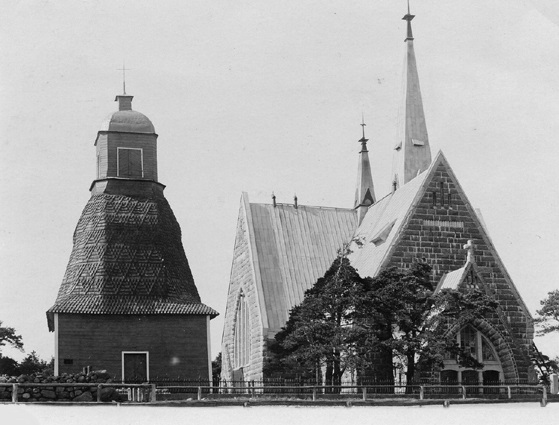
L’église et le clocher avant la guerre. Le clocher fut détruit en 1944.

## Photographies

### Avant guerre
- 1 L’église de Koivisto
- 2 L’église photo de la rue
- 3 La chaire
- 5 ("Sinun sanasi on minun jalkaini kynttilä, ja walkeus minun teilläni.")
- 7 L’autel

### Aujourd’hui
- 1 La tour
- 2 L’un des pignons
- 3 L’église vue de la mer
- 4 L’église en hiver
- 5 l'entrée
- 6 L’église et sa tour
- 7 (Le monument aux héros Croix et Voile)
- 8 Le monument